# Klaus Maria Brandauer
Klaus Maria Brandauer ([klaʊ̯s maˈʀiːa ˈbʀandaʊ̯ɐ]ⓘ), geboren als Klaus Georg Steng (Bad Aussee, 22 juni 1943), is een Oostenrijks acteur. Hij werd in 1986 genomineerd voor een Academy Award voor zijn bijrol in Out of Africa. Meer dan vijftien andere acteerprijzen werden hem daadwerkelijk toegekend, waaronder een Golden Globe voor Out of Africa, een Premi David di Donatello voor Mephisto, Deutscher Filmpreisen voor Oberst Redl en Georg Elser - Einer aus Deutschland en zowel een Bayerischer Filmpreis als de prijs voor beste acteur op het Filmfestival van Venetië 1988 voor Burning Secret. 
Brandauers artiestennaam is de meisjesnaam van zijn moeder, Maria Brandauer. Na gespeeld te hebben in vijf televisiefilms debuteerde hij in 1972 op het witte doek, als Johann Kronsteiner in The Salzburg Connection. Sindsdien speelde Brandauer meer dan 25 filmrollen, meer dan vijftig inclusief die in televisiefilms. Zijn cv is daarbij een mix van Duits, Engels, Frans en Hongaars gesproken titels.
Brandauer trouwde in 1963 met de Oostenrijkse regisseuse Karin Katharina Müller. Met haar kreeg hij zoon Christian. Hun huwelijk kwam ten einde in 1992, toen zij een maand na haar 47e verjaardag stierf aan kanker. Brandauer hertrouwde in 2007 met Natalie Krenn.

## Filmografie
*Exclusief 25+ televisiefilms
| - The Interrogation of Harry Wind (2009) - Tetro (2009) - Poem - Ich setzte den Fuß in die Luft und sie trug (2003) - Between Strangers (2002) - Jedermanns Fest (2002) - Vercingétorix (2001, alias Druids) - Dykaren (2000, alias The Diver) - Vera, nadezhda, krov' (2000, alias Belief, Hope and Blood) - Rembrandt (1999) - Balkan Island: The Last Story of the Century (1997) - Mario und der Zauberer (1994, alias Mario and the Magician) - Felidae (1994, stem) - Becoming Colette (1991) - White Fang (1991) - The Russia House (1990) | - Georg Elser - Einer aus Deutschland (1989) - La Révolution française (1989) - Das Spinnennetz (1989, alias Spider's Web) - Burning Secret (1988) - Hanussen (1988, alias Hanussen: Hitler's Astrologer) - Streets of Gold (1986) - The Lightship (1986) - Out of Africa (1985) - Oberst Redl (1985) - Never Say Never Again (1983) - Detskiy sad (1983, alias Kindergarten) - Mephisto (1981) - Októberi vasárnap (1979, alias A Sunday in October) - The Salzburg Connection (1972) |

- Bibsys: 90659765
- Biblioteca Nacional de España: XX1456247
- Bibliothèque nationale de France: cb13497358z (data)
- Gemeinsame Normdatei: 118815555
- International Standard Name Identifier: 0000 0001 0920 1106
- Library of Congress Control Number: n87934421
- Nationale Bibliotheek van Letland: 000309011
- MusicBrainz: 8ee07021-3679-4096-98f2-0fae51df559e
- Nationale Bibliotheek van Tsjechië: jn20000700218
- Nationale bibliotheek van Australië: 35896509
- Nationale Bibliotheek van Israël: 987007333143805171
- Nationale Bibliotheek van Polen: a0000001822810
- Nederlandse Thesaurus van Auteursnamen: 073392332
- SNAC: w6sj1v7b
- Système universitaire de documentation: 059681403
- Trove: 1136120
- Virtual International Authority File: 84032606
- WorldCat: E39PBJhd9FmWrqmTrwQdHXCWjC